# Олег Пашинин
Олег Пашинин (12. септембар 1974) бивши је узбекистански фудбалер.

## Каријера
Током каријере играо је за Локомотива Москва и Sanfrecce Hiroshima.

## Репрезентација
За репрезентацију Узбекистана дебитовао је 2001. године. За национални тим одиграо је 12 утакмица.

## Статистика
| Узбекистан | Узбекистан | Узбекистан |
| Год.       | Ута.       | Гол.       |
| ---------- | ---------- | ---------- |
| 2001       | 5          | 0          |
| 2002       | 0          | 0          |
| 2003       | 2          | 0          |
| 2004       | 2          | 0          |
| 2005       | 3          | 0          |
| Укупно     | 12         | 0          |